# Roumont
Roumont of Roumont-sur-Ourthe is een dorp in de Belgische provincie Luxemburg. Het ligt in Flamierge, een deelgemeente van Bastenaken. Het dorpscentrum ligt aan de Ourthe, vijf kilometer ten noordwesten van het dorpscentrum van Flamierge.

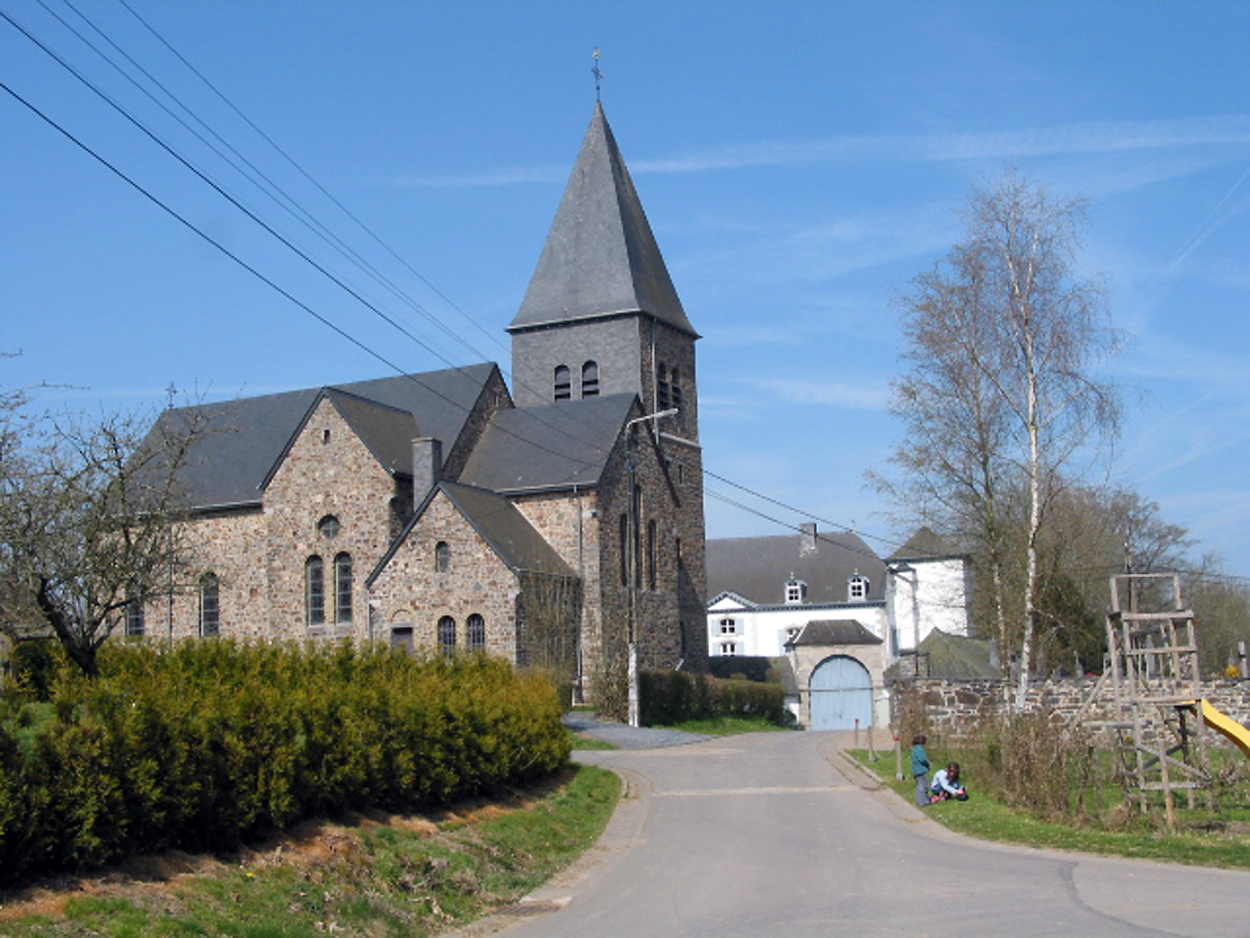
Dorpscentrum met kerk en kasteel

## Geschiedenis
Op het eind van het ancien régime werd Roumont een gemeente. In 1823 werden bij een grote gemeentelijke herindeling in de provincie Luxemburg veel kleine gemeenten samengevoegd en de gemeente Roumont werd, net als Givry en Givroulle, opgeheven en aangehecht bij de gemeente Flamierge.

## Bezienswaardigheden
- De Église Saint-Grégoire
- Het kasteel van Roumont, "Relais Casaquy" genoemd

## Verkeer en vervoer
Ten westen van Roumont ligt de N4, de expresweg van Namen en Marche-en-Famenne naar Bastenaken.
Deelgemeenten: Bastenaken · Bertogne ·Flamierge ·Longchamps · Longvilly · Noville · Villers-la-Bonne-Eau · Wardin

Overige dorpen: Al-Hez · Arloncourt · Benonchamps · Berhain · Bethomont · Bizory · Bourcy · Bras · Champs · Cobru · Compogne · Fagnoux · Fays · Flamisoul · Foy · Frenet · Gives · Givroulle · Givry · Hardigny · Harzy · Hemroulle · Horritine · Isle-la-Hesse · Isle-le-Pré · Livarchamps · Losange · Lutrebois · Lutremange · Luzery · Mande-Saint-Étienne · Mageret · Marenwez · Marvie · Michamps · Moinet · Monaville · Mont · Neffe · Oubourcy · Rachamps · Recogne · Remoifosse · Rolley · Rouette · Roumont · Salle · Savy · Senonchamps · Troismont · Tronle · Vaux · Wicourt · Wigny · Withimont

Belgische gemeenten · Arrondissement Aarlen · Luxemburg · Wallonië